# Jizerský důl
Jizerský důl je údolí v západní části Krkonoš a na území Krkonošského národního parku.

## Poloha
Dno dolu klesá ve směru severozápad – jihovýchod. Jeho svahy jsou velmi prudké s četnými skalními výchozy. Z východu ho svírají úbočí Čertovy hory a Janovy skály, ze západu pak úbočí Kapradníku. Horní konec dolu se nachází v nadmořské výšce 570 metrů u lokality Na Mýtě v místě soutoku Jizery a Mumlavy, dolní konec pak u Dolní Rokytnice.

## Geomorfologické zařazení
Jizerský důl se rozkládá v geomorfologickém celku Krkonoše, podcelku Krkonošské rozsochy, okrsku Vilémovská hornatina. Tvoří hranici mezi podokrsky Rokytnická hornatina a Kapradnická hornatina.

## Vodstvo
Osou Jizerského dolu protéká řeka Jizera, která mu ostatně dala jméno. Z přilehlých prudkých svahů stékají četné potoky. V prostoru soutoku s Dlouhým potokem a Prudkým ručejem se v řečišti Jizery nacházejí tzv. obří hrnce či též čertova oka.

## Vegetace
Přilehlé svahy jsou téměř souvisle zalesněny převážně hospodářskými smrčinami. Rozsáhlejší paseky se nacházejí ve vyšších polohách svahů.

## Komunikace a turistické trasy
Tok Jizery po dně údolí sleduje silnice I/14 spojující Harrachov a Jilemnici. Silnice je vedena v celé délce po levém břehu řeky. Západním svahem je vedena modře značená trasa 1823 z lokality Na Mýtě do Pasek nad Jizerou. Svahy jsou obsluhovány sítí lesních cest různé kvality.

## Stavby
Velká většina dolu je prosta významných staveb. V jihovýchodní části se nachází zástavba osad Zabyly a Vilémov. V severozápadní části pak stojí několik objektů lehkého opevnění vz. 37 vybudovaných v rámci výstavby opevnění proti nacistickému Německu před druhou světovou válkou. Výstavba nebyla dokončena. Z důvodu zásobování stavenišť byla ze dna dolu do svahu Čertovy hory vybudována i dvojice nákladních lanových drah, ze kterých se do dnešní doby patrně nic nedochovalo.